# Зулендорф
Зулендорф (њем. Suhlendorf) општина је у њемачкој савезној држави Доња Саксонија. Једно је од 29 општинских средишта округа Илцен. Према процјени из 2010. у општини је живјело 2.608 становника. Посједује регионалну шифру (AGS) 3360024.

## Географски и демографски подаци
Зулендорф се налази у савезној држави Доња Саксонија у округу Илцен. Општина се налази на надморској висини од 62 метра. Површина општине износи 61,0 km². У самом мјесту је, према процјени из 2010. године, живјело 2.608 становника. Просјечна густина становништва износи 43 становника/km².